# 가마쿠라정
가마쿠라정(일본어: 鎌倉町)은 일본 가나가와현의 중남부 가마쿠라군에 속했던 정이다.

## 역사
- 1894년 7월 7일 - 니시카마쿠라촌 및 히가시카마쿠라촌이 합병하여, 정으로 승격해 가마쿠라정이 성립하였다.
- 1899년 4월 - 도즈카 경찰서 가마쿠라 분서(현재의 가마쿠라 경찰서)가 개설하였다.
- 1904년 4월 1일 - 에노시마 전기철도(에노시마 전철선의 전신이지만 현재의 에노시마 전철과는 다른 법인이다.)의 이나무라가사키역 및 고쿠라쿠지역이 개업하였다.
- 1906년 11월 1일 - 도즈카 경찰서 가마쿠라 분서가 분리 승격해, 가마쿠라 경찰서가 되었다.
- 1907년 8월 16일 - 에노시마 전기철도의 하세역, 유이가하마역 및 와다즈카역이 개업하였다.
- 1910년 11월 14일 - 에노시마 전기 철도의 코마치역(우시로노(구) 가마쿠라역)이 개업하였다.
- 1915년 10월 18일 - 에노시마 전기철도의 코마치역이(구) 가마쿠라역으로 개칭.
- 1939년 11월 3일 - 고시고에정과 합병, 시로 승격해 가마쿠라시가 되었다.

## 교통

### 철도 노선
- 일본국유철도
  - 요코스카선
- 에노시마 전기철도

### 도로
- 가나가와 현도 가마쿠라 미사키선
- 가나가와현도 가타세 가마쿠라선
- 가나가와현도 요코하마 가마쿠라선
- 가나가와현도 후지사와 가마쿠라선
- 가나가와현도 가나자와 가마쿠라선
- 가나가와현도 가마쿠라 정거장선

## 교육
가나가와 사범학교 남자부 - 현재 요코하마 국립대학 교육학부 부설 가마쿠라 중학교 및 요코하마 국립대학 교육학부 부설 가마쿠라 초등학교가 소재하고 있다.

## 명소・유적지・관광명소・축제・행사
- 고쿠라쿠지 절
- 가마쿠라 대불
- 사스케이나리 신사
- 쓰루오카 하치만구
- 에바라텐진자 신사
- 가마쿠라궁
- 고라 친왕의 무덤
- 조묘지 절
- 혼카쿠지
- 묘혼지

## 참고 문헌
- 角川日本地名大辞典編纂委員会,『角川日本地名大辞典 神奈川県』1984, 角川書店